# Chabuca Granda
Chabuca Granda, pseudonimo di María Isabel Granda y Larco (Cotabambas, 3 settembre 1920 – Miami, 8 marzo 1983), è stata una cantautrice, poetessa e folklorista peruviana; ha composto un gran numero di Valzer peruviani e ritmi afro-peruviani. Il suo soggetto più conosciuto al mondo è La flor de la canela, seguito da José Antonio, El Puente de los suspiros e Fina estampa.

## Biografia
María Isabel Granda y Larco nacque il 3 settembre 1920, in un insediamento minerario d'oro, chiamato Cotabambas, oggi parte della miniera Las Bambas, nella provincia di Grau, vicino alla provincia di Abancay, Regione di Apurímac. I suoi genitori erano l'ingegnere minerario Eduardo Antonio Granda San Bartolomé, figlio di José Granda Esquivel, e Isabel Susana Larco Ferrari, appartenente alla famiglia italo-peruviana Larco.
Nel 1923 la sua famiglia si trasferì a Lima. Fu battezzata nella Chiesa degli Orfani. Ha studiato presso il Collegio León Andrade nel Distretto di Lima e, per un certo periodo, presso il Colegio Sagrados Corazones di Belén. Trascorse una parte della sua infanzia nel distretto di Barranco. Cominciò a cantare a 12 anni e, grazie alla sua voce da soprano, integrò il coro della sua scuola. Fu inoltre nominata vice presidente dell'Associazione di canto della stessa. Dopo aver completato gli studi scolastici, frequentò corsi gratuiti presso l'Istituto femminile di studi superiori della Pontificia Università Cattolica del Perù.
Nel 1937 entra a far parte del duo Luz y Sombra, accanto a Pilar Mujica Álvarez Calderón. Durante quegli anni lavorò come segretaria, ma non ha mai tralasciato il suo amore per la musica.
Nel 1942 si sposò a Lima con il brasiliano Enrique Demetrio Fuller da Costa, con il quale ebbe tre figli: Eduardo Enrique, Teresa María Isabel e Carlos Enrique Fuller Granda. La sua vita coniugale fu breve, terminando con un divorzio. Il suo esordio personale come cantautrice iniziò proprio dopo il suo divorzio, che fu visto come uno scandalo dalla società di Lima di quel tempo.
Si avventurò nella composizione dei valzer criollo, vincendo nel 1948 un concorso organizzato dal Comune di Rímac, con la canzone «Lima de veras». Nel 1950 pubblicò due nuovi valzer, "Zaguán" e "Callecita escondida". Questo primo periodo della sua produzione creativa è chiaramente evocativo e pittoresco; "Chabuca", questo è il nome con cui si faceva chiamare, cantava nell'antica e maestosa Lima del primo Novecento.
Lima era la città che aveva conosciuto attraverso suo padre, Eduardo Granda San Bartolomé, quella del quartiere Barranco, con grandi case francesi, con enormi portali e giardini d'inverno.
La sua fama di compositrice raggiunse il livello nazionale nel 1953, quando il gruppo Los Chamas registrò la sua canzone "La flor de la canela", ispirata a una lavandaia afro-peruviana, Victoria Angulo, di cui lodava la grazia e il fascino. Questa composizione varcò persino i confini, fino a diventare la canzone rappresentativa della musica peruviana. A questo primo fase appartengono anche altre canzoni come "Gracia" e "Ha de llegar mi Dueño", resa popolare dal trio Los Troveros Criollos, «José Antonio» e «Fina estampa», rese popolari da Edith Barr; «Puente de los suspiros» e «Lima de veras», rese popolari dal trio di Los Morochucos; e "Zeñó Manué", reso popolare dalla compositrice stessa, tra le altre.
Afflitta da una malattia alla gola, viaggiò in Germania nel 1956 e negli Stati Uniti nel 1958. Non appena ristabilitasi, decise di interpretare le sue canzoni, anche se l'operazione alla gola le aveva provocato una voce profonda. Questo, insieme a uno stile di canto peculiare, conversato e sfumato con un accompagnamento musicale stilizzato, le conferivano un'inconfondibile personalità artistica.
La stessa compositrice cementò la sua fama con un album intitolato "Lo Mejor de Chabuca Granda". Questo album, pubblicato nel 1962 e supervisionato dalla stessa Chabuca, riuniva i suoi interpreti preferiti, Los Troveros Criollos, Los Chamas, Jesús Vásquez e Eloísa Angulo. Alla qualità delle canzoni e le interpretazioni virtuosistiche, associò una qualità del suono mai raggiunta fino ad allora, motivo per cui è considerato come uno dei migliori dischi nella storia della musica creola peruviana.
Ruppe la convenzionale struttura ritmica del valzer peruviano e le sue melodie, con una tessitura molto ampia, alternò il nuovo linguaggio che proponeva con quello dei vecchi valzer da salone. La sua produzione rivela anche una stretta relazione tra lirica e melodia, che stava cambiando nel tempo verso una tendenza poetica sempre più sintetica.
Per tre decenni (1950-1970), si alternò facendo coppia con il chitarrista pioniere del Perù, Óscar Avilés. Ha anche lavorato con i chitarristi Lucho González e Félix Casaverde e con i percussionisti Carlos “Caitro” Soto ed Eusebio Sirio "Pititi". Visitò quasi tutte le capitali dell'America Latina e della Spagna, soggiornando per lunghi periodi a Buenos Aires, in Messico e a Madrid.
Più avanti, Chabuca ha persino rotto le strutture della poesia convenzionale, e il ritmo delle canzoni seguirà i passi di quell'evasione dalle rime, dalle consonanze e dalle metriche determinate. A quest'ultima fase appartiene un ciclo di canzoni dedicate alla cilena Violeta Parra ea Javier Heraud, un poeta peruviano assassinato nel 1963.
Nei suoi ultimi anni, Chabuca Granda ha interpretato un repertorio legato alla rinascita della musica afro-peruviana che, pur essendo stata presente nel Paese, era stata insultata per motivi sociali. Ha gestito con maestria "negra" la gamma di ritmi che ha arricchito la musica popolare e la poesia peruviana, ha preso la tendenza dell'acquerello, il tratto sintetico e suggestivo di colori e sensazioni.
La sua voce e il suo vasto lavoro si estendevano oltre i confini del suo paese. I suoi testi sono stati anche cantati da artisti di tutto il mondo, che hanno visto nelle sue composizioni un'espressione sottile e sensibile della musica del Perù.
Era ancora impegnata in vari progetti musicali, quando morì di ischemia cardiaca in una clinica a Miami, negli Stati Uniti, l'8 marzo 1983.

## Tributi
Ha ricevuto numerosi tributi postumi in Perù e in altri paesi ispanici.
Sono stati battezzati con il loro nome una passeggiata a Recoleta (Buenos Aires) e due piazze a Madrid (distretto di Hortaleza) e Santiago del Cile (distretto di Conchalí).
Il compositore Manuel Alejandro le ha dedicato la sua canzone "Chabuca limeña".
Il comune di Barranco ha messo un busto e una targa commemorativa accanto al Ponte dei Sospiri, la stessa che dà il titolo a uno dei suoi valzer più famosi.
Nell'ambito del rimodellamento e della valorizzazione del Centro Storico di Lima, intrapreso dal Sindaco Alberto Andrade Carmona, nel 1999 ha riservato una vasta area per attività ricreative e culturali, che prende il nome da Alameda Chabuca Granda.
Nel 2009, la cantante peruviana Eva Ayllón ha realizzato un CD-DVD in Argentina con le canzoni più famose di Chabuca Granda.

## Filmografia parziale
- Mi secretaria está loca, loca, loca (1967)
- Bromas S. A. (1967)

## Artisti correlati
- Los Chamas
- Los Troveros Criollos
- Óscar Avilés
- Caitro Soto
- Rafael Amaranto
- Violeta Parra
- Javier Heraud
- Susana Baca